# رابسون سورینو دا سیلوا
رابسون سورینو دا سیلوا (به پرتغالی: Robson Severino da Silva) مدافع اهل برزیل است که در شهر ریسیف و در تاریخ ۱۰ ژوئیهٔ ۱۹۸۳ به دنیا آمده‌است.
رابسون سورینو دا سیلوا در تیم‌های فوتبال Itabaiana سابقهٔ حضور دارد.